# トリコロール (サッカー)

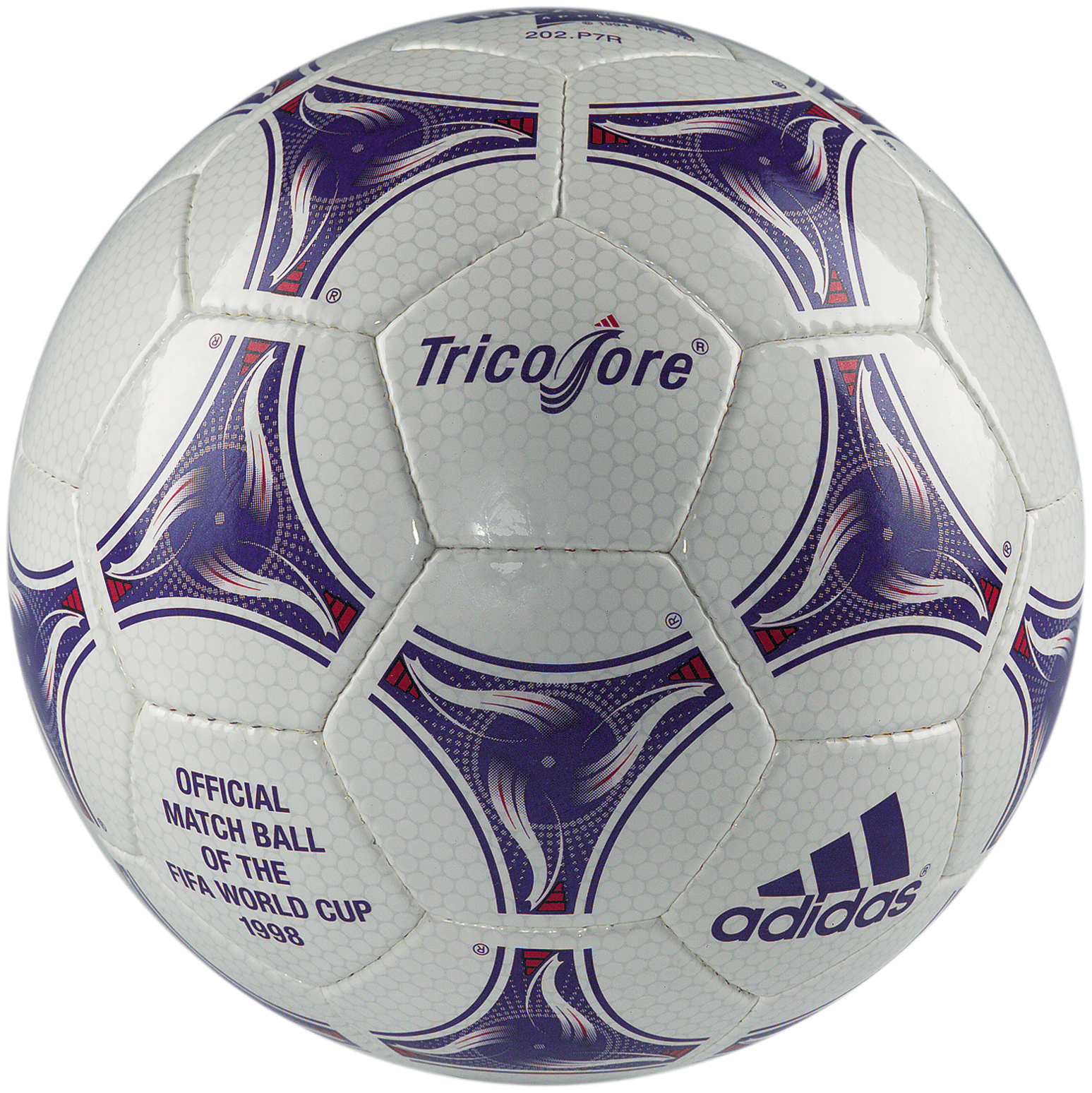
トリコロール

トリコロール（Tricolore）は、アディダス社製のサッカーボールであり、1998年FIFAワールドカップフランス大会に使用された公式球である。

## 概要
名称はフランスの国旗の通称に由来している。ワールドカップ公式球で最初に多色刷りされたサッカーボールであると同時に1978年から使用された古典的なタンゴデザインの最後のワールドカップ公式球である。

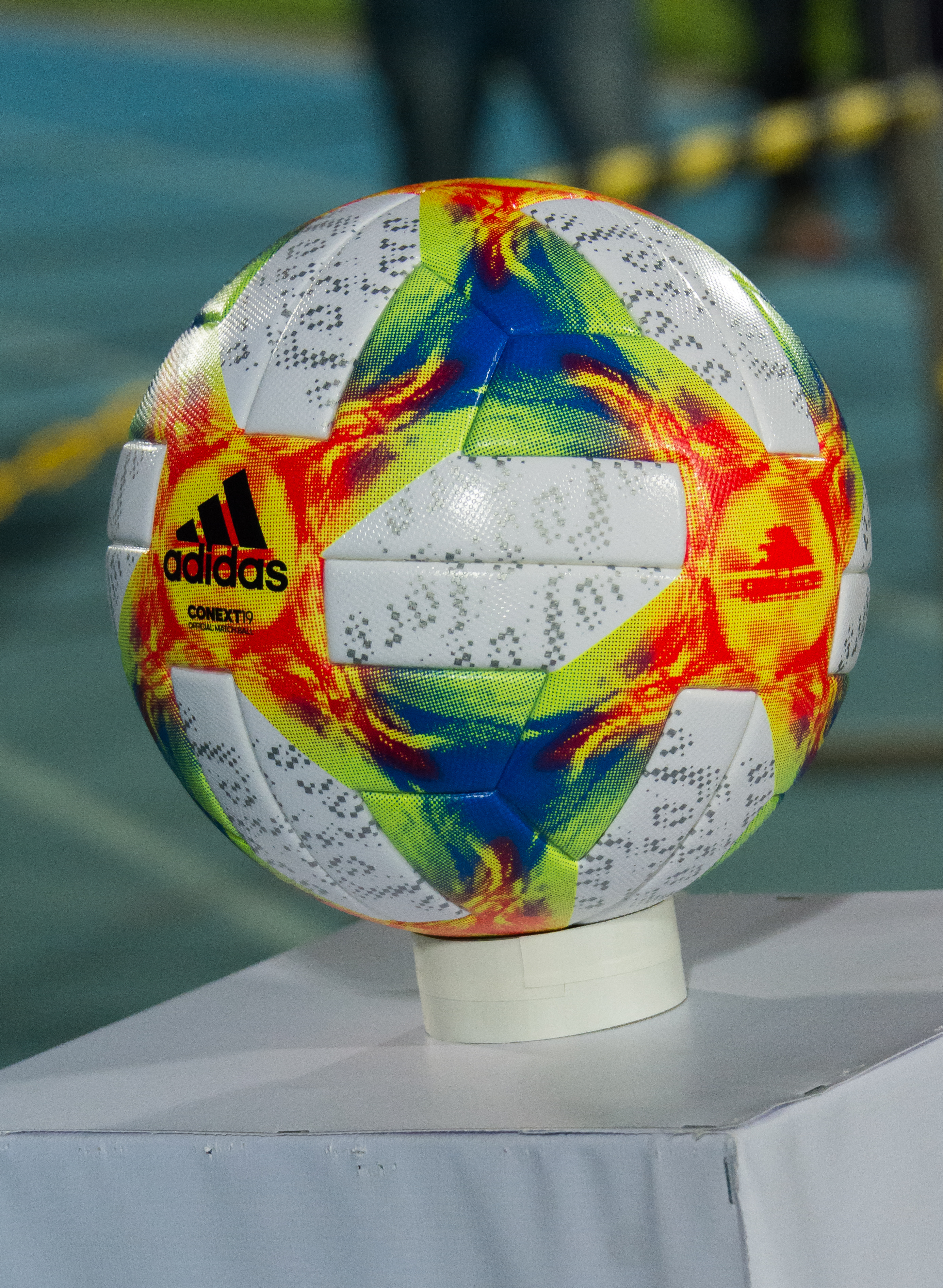
トリコロール19

その後、2019年にフランスで行われた2019 FIFA女子ワールドカップにて、「トリコロール」の名称が復活した試合球「トリコロール19」が本大会の決勝トーナメントで使用された。それにもフランス国旗を連想させる青・白・赤の炎が描かれている。

## 児童労働の排除
1990年代後半、国際労働機関の調査により児童労働により生産されるサッカーボールの実態が明らかになり、国際的な問題となったことから、国際サッカー連盟は、児童労働を含む労働条件の改善を図るため、サッカーボールのライセンス制度を厳格化した。トリコロールは、こうした措置を踏まえた初のワールドカップ公式球という記念碑的存在となっている。